# Тейнтер, Чарльз Самнер
Чарльз Самнер Тейнтер (25 апреля 1854 — 20 апреля 1940) — американский инженер и изобретатель, более всего известный своим сотрудничеством с Александром Беллом и совершенствованием фонографа Эдисона. Лауреат медали Джона Скотта (1900).

## Биография
Тейнтер родился в Уотертауне (штат Массачусетс), учился в обычной школе, но не закончил школу, так как с юных лет был вынужден зарабатывать себе на жизнь. Тем не менее, Тейнтер всегда был любознательным и постоянно учился. Его отец выписывал журнал "Сайнтифик Американ", который сын тоже читал, а свободное время Самнер Тейнтер проводил в библиотеке (Watertown Public Library). Большинство своих знаний получил путём самообразования. С 1870 года работал в мастерской Чарльза Вильямса, где трудился Томас Уотсон и где Александр Белл постоянно заказывал инструменты и реактивы для своих опытов. В 1873 году начал работать в компании по производству телескопов в Кембридже. Компания получила контракт на наблюдение прохода Венеры 8 декабря 1874 года, и Тейнтер отправился вместе с экспедицией наблюдателей в Новую Зеландию. В 1878 году открыл мастерскую по изготовлению научных инструментов в Кэмбриджпорте (Cambridgeport), а через год Александр Белл пригласил его в свою «Вольта Лабораториз» в Вашингтоне, где Тейнтер работал следующие семь лет. 15 октября 1879 года Александр Белл нанял Самнера Тейнтера на следующих условиях:
1. оплата 15 $ в неделю,
2. 10% доходов от совместных изобретений,
3. 50 % доходов от изобретений Самнера Тейнтера, сделанных во время действия контракта с Беллом[3]

Эдисон судился с Тейнтером за нарушение патентного права, но спор был решён мировым соглашением.
В 1886 году женился и последующие годы работал в Вашингтоне над совершенствованием графофона и основанием компании, которая занималась бы коммерческой реализацией одного из первых диктофонов на базе графофона.
Из-за слабого здоровья (частая пневмония) Тейнтер с женой в 1903 году переехали в Сан-Диего.
Тейнтер получил несколько почётных наград за графофон, среди них:
1. Золотая медаль Парижской Электрической выставки 1881 года
2. Медаль Джона Скотта за 1900 год[5]
3. Золотая медаль Панамско-Тихоокеанской выставки 1915 года[6]

## Изобретения

### Фотофон
В январе 1880 года Александр поставил цель – воспроизведение речи при помощи света, о чем написал в своих лабораторных записках. 19 февраля 1880 года он сделал запись о том, что эта проблема была успешно решена.
Весной 1881 года начались опыты по увеличению дальности передачи. В марте можно было услышать отчетливую речь по фотофону на расстоянии 82 метров, в апреле дальность перешагнула за 200 метров. Но практическое применение фотофона ограничивалось рельефом, погодными условиями и другими факторами.
Патенты, полученные на фотофон и дополнительные устройства для него:
1. US Patent № 235,199. A.G. Bell. Apparatus for signaling and communicating, called Photophone. Patented Dec 7, 1880[8].
2. US Patent № 235,496. A.G. Bell & S. Tainter. Photophone transmitter. Patented Dec 14, 1880[9].
3. US Patent № 235,497. A.G. Bell & S. Tainter. Selenium Cells. Patented Dec 14, 1880[10].
4. US Patent № 235,590. S. Tainter. Selenium Cells. Patented Dec 14, 1880[11].
5. US Patent № 235,616. A.G. Bell & S. Tainter. Process of treating selenium to increase it's electronic conductivity. Patented Dec 21, 1880[12].
6. US Patent № 241,909. A.G. Bell & S. Tainter. Photophonic receiver. Patented May 24, 1881[13].

### Графофон
Другим предприятием Александра Белла и Самнера Тейнтера стало изобретение графофона, устройства для записи звука, которое превосходило фонограф Эдисона по всем параметрам. В нем звук фиксировался резцом на картонном цилиндре с вощеной поверхностью. В работе над графофоном принимал активное участие и Чичестер Белл (Chichester Alexander Bell), кузен Алекандра Белла, профессор химии. В 1886 году была основана Графофонная компания имени Вольта (The Volta Graphophone Company).
Патенты, полученные на графофон и дополнительные устройства для него:
1. U.S. Patent № 341,212. A.G. & C.A. Bell & S. Tainter. Reproducing Sounds from Phonograph Records. Patented May 4, 1886[14].
2. U.S. Patent № 341,213. A.G. & C.A. Bell & S Tainter. Transmitting And Recording Sounds By Radiant Energy. Patented May 4, 1886[15].
3. U.S. Patent № 341,214. C.A. Bell & S. Tainter. Recording and reproducing speech and other sounds. Patented May 4, 1886[16].